# 魔女之旅 (电视动画)
《魔女之旅》是C2C製作，窪岡俊之执导的2020年日本電視動畫，改编自同名轻小说。故事设定在一个奇幻世界中，主要讲述了一位名叫伊蕾娜的魔女自由自在周游列国，在旅途中与形形色色的人们邂逅，接触他们的日常生活，又或是被卷入某些事件的经历。该作品为独立单元剧，每集均为一段完整的故事，且各集的故事情节没有强烈的联系。
《魔女之旅》是导演洼冈俊之首部轻小说改编作品，他在挑选改编为动画的章节时，认为“旅行作品”的乐趣所在是在于得以跟在旅途中相识的人重逢，故希望作品带有这种感觉。他和人物设计小田武士曾于同由C2C制作的《遥的接球》（2018年播映）中合作。本作的系列构成和编剧是笔安一幸。负责概念艺术的内尾和正并非动画业界人士，而是在广告业工作，由制作人早坂一将邀请加入制作团队。内尾为动画绘画了二十多张概念设计图，他是根据导演给出的大方向指示从中自由发挥，并在设计时尽可能不拘泥于某种建筑样式、国家或时代设定。原作者白石定规为了能让动画给更广的年龄层收看，故请求制作组“绝对不能露出内裤”，这是他对制作组唯一一个比较重大的要求。2019年10月19日，制作组公布了《魔女之旅》將獲改編為電視動畫的消息。
该动画共12集，于2020年10月2日至12月18日在AT-X等日本国内电视台播映，之后在2021年初由KADOKAWA发行DVD和蓝光光碟。木棉花在东南亚、南亚，以及香港和台湾播放该作；Funimation在其网站上向北美和不列颠群岛的观众播放；在中国大陆，则由bilibili和腾讯视频进行网络播放。
该作品的艺术设计、音乐，以及独立单元剧的形式得到了评论家的赞扬，并常被与《奇诺之旅》相提并论。但部分集数从轻松的旅行生活片段向黑暗风格的快速转变引发了争议和批评，一些黑暗的场面也被批评为没有必要。在ABEMA，bilibili等多个媒体和网站公布的季度或年度动画排行榜中，《魔女之旅》均处于相对前列的位置。

## 剧情
伊蕾娜自小受魔女妮可的著作《妮可的冒险谭》影响，梦想成为魔女环游世界，并于14岁通过考试成为见习魔女。为了成为一名正式的魔女，她前往森林拜“星尘魔女”芙兰为师，并在一年后得到了出师的认可，获得了“灰之魔女”的魔女名，成为了一名魔女。不久后，伊蕾娜告别了父母双亲，离开家乡开始了旅程。一日，伊蕾娜来到了魔法使之国，在四处飞行时被另一个魔法使沙耶意外从扫帚上撞下，由于沙耶为了挽留伊蕾娜，拿走了她的代表魔女身份的胸针，使得伊蕾娜不受待见。得知真相后，伊蕾娜将自己的备用魔女帽赠与沙耶，让她不再感到孤单。
在飞过一片花田时，伊蕾娜遇到了一名女性，她请求伊蕾娜把一束花送给他人。但在进入下一个王国时，她被一个卫兵所拦下，这名卫兵认出这是他失踪的妹妹送来的。此时另一个卫兵赶到，告知伊蕾娜这束花有能蛊惑不会魔法的普通人的能力，能让遭到魅惑的人被吸引到花田，并成为花的养分，伊蕾娜最后同意将这些花销毁。第二天，伊蕾娜回到了那片花田，却发现那名女性变成了一株植物，她的哥哥也在变成植物的过程中。深知自己无能为力后，伊蕾娜飞走了。途中，伊蕾娜遇到了名叫艾米尔的魔法使，他是村长的儿子，用一个能收集幸福感觉的瓶子四处旅行来收集幸福的场景，准备将其作为礼物送给他暗恋的名叫尼诺的少女，但尼诺其实是村长从奴隶市场买入的家中女仆。当天艾米尔借安慰她的机会把礼物送给了尼诺，伊蕾娜随后离开。
伊蕾娜后来来到了一个已几乎化为废墟的王国，遇见了失忆的公主米拉罗瑟。她在醒来后发现了一份信，信中告知一个名叫加霸烈的怪物会在每晚袭击国家，并希望米菈罗赛杀死加霸烈。在伊蕾娜进行战前的准备后，米拉罗塞在当晚轻松地击杀了加霸烈。战斗结束后，米拉罗塞恢复了记忆：她曾经和皇宫的厨师相恋并怀有厨师的孩子，但父皇不同意这段恋情并处死了厨师和孩子。米菈罗赛为了报复，以自己失忆为代价，将父皇诅咒成吞噬自己子民的怪物加霸烈。次日米拉罗瑟陷入疯癫，伊蕾娜悄然离开。后来的某日，伊蕾娜在书摊上看到了一本名叫《芙兰的冒险谭》的书在当地流行，回忆起半年前她前往王立赛勒斯提利亚时的情景。她在该国与老师芙兰重逢，并与芙兰一同指导学生，一同欣赏芙兰最喜爱的景色。
伊蕾娜来到了“诚实之国”，该国国王在全国范围内布下了让人无法说谎的结界。伊蕾娜在该国与已经成为了一名魔女的沙耶重逢，并在前皇家魔女艾黑米亚的请求下，一同潜入城堡，经过短暂的混战后解除了王国的结界，让国家恢复正常，也让国王认识到自己的错误。伊蕾娜曾在《妮可的冒险谭》中读过一个故事：有个国家因为两边关系不好，建起一堵高墙将其一分为二，在魔女妮可的建议下，两边官员让旅人在墙上雕下赞美的语句以示自己强于对面。之后，沙耶到访，建议官员允许人们刻下关于情爱的语句，导致了之后伊蕾娜来到这个国家时这堵高墙的倒塌，而伊蕾娜买到的瓦砾恰好刻着自己的名字。伊蕾娜后来抵达名叫“这个村”的村庄，得知“那个村”通过让美女露丝玛莉踩葡萄来增加葡萄酒的销量，遭到露丝玛莉嘲讽后，伊蕾娜答应帮忙并亲自踩了一天葡萄。察觉到仅凭一人踩葡萄无法达到实际上的葡萄酒产量，当晚，她揭开了“那个村”的葡萄酒实际是由壮汉踩出的黑幕，两村庄随后爆发冲突互扔葡萄，而伊蕾娜喝葡萄酒醉了后以魔法向双方发射大量葡萄弹，导致所有人失去意识，然后在无人知晓下离开了村庄。这最终成为了“扔葡萄节”的起源。
伊蕾娜来到一个洋娃娃非常流行的国家，在该国发现自己的头发莫名被剪了。在魔法统筹协会的成员希拉的帮助下，她们成功抓捕了偷取真人的头发将其安在洋娃娃上的幕后黑手。伊蕾娜后来抵达钟表之乡洛施托夫，由于快没钱了而接下了薰衣魔女埃斯特尔的委托，后者的朋友瑟雷娜的父母在十年前遭谋杀后，开始憎恨世界成为杀人魔，最终被埃斯特尔亲手处决。她们回溯到十年前试图阻止瑟雷娜的父母的死亡，却发现凶手正是瑟蕾娜本人，埃斯特尔最终以自己和瑟蕾娜之间的记忆为代价再度处决了好友，面对失去与昔日好友的记忆的埃斯特尔，伊蕾娜对自己的无能为力感到绝望。
在命令沙耶将一个不能在路上打开的盒子送到自由之城克诺兹的魔法统筹协会分部后，希拉准备和芙兰度假。两人在路上回忆起他们在见习魔女时代拜同一名魔女为师的经历：一日，她们接到委托后来到克诺兹，其师傅要求她们逮捕威胁魔法使的强盗团伙——古董堂。然而，由于性格不合，她们之间互相妨碍，最后均被古董堂俘获。最终，两人放下分歧，共同打败了古董堂。后来她们成为了正式的魔女，师傅以两人的发色取了“星尘魔女”和“暗夜魔女”的魔女名。此时，希拉意识到刚刚要求沙耶送的盒子原本是古董堂的，急忙去找沙耶。与此同时，伊蕾娜也来到了克诺兹，在报纸上得知古董堂时隔20年再度重回江湖后，沙耶在此时也来到了克诺兹。古董堂首领后来随机选中伊蕾娜，使用魔法让伊蕾娜和沙耶交换了身体。伊蕾娜在不知情中，使用沙耶的身体打开了盒子，释放的喷雾蔓延到整个小镇，让所有居民处于疯狂表示爱意的状态，古董堂趁机作乱。伊蕾娜和处在自己身体中的沙耶会合，并逮捕了部分古董堂的成员，找到了古董堂的首领。芙兰和希拉也尽数处理了所有古董堂成员。一天后身体互换药药效解除。芙兰跟伊蕾娜明示自己的师傅，《妮可的冒险谭》的作者正是伊蕾娜的母亲，但伊蕾娜因担心知道真相后会丧失旅行的理由而谢绝。
伊蕾娜来到一个声称能让愿望成真的国家，发现有许多个不同版本的自己。她们由于在不同平行世界经历了不同的结局的事件而各有差别。在与许多个自己举行的会议上，主角伊蕾娜得知有一个“粗暴的我”试图攻击她们。此后不久，“粗暴的我”出现，在疲惫的战斗之后，主角伊蕾娜与粗暴的伊蕾娜谈心和解。回到城堡后，伊蕾娜们决定将他们的日记编撰成冊，编织自己的旅行故事，命名为《魔女之旅》。醒来后，伊蕾娜发现自己躺在一片草地上，日记本的封面上正写着“魔女之旅”。后来，伊蕾娜在某个国家与一名少女意外相撞，并不小心互相拿错了自己的书。据片尾伊蕾娜自述，她将会和这位名叫安妮西亚的少女一起旅行。

## 製作
《魔女之旅》是導演窪岡俊之首部輕小說改編作品。因為漫改作品的視覺形象在讀者心中已經固定了，所以他原本覺得輕改作品會有更大的自由度，但實際上他發現不同分鏡師會對作品的印象會有少許差別，讓他在訪問中笑言「漫改作品也有漫改作品的好處」。。他和人物設計小田武士曾於同由C2C製作的《遙的接球》（2018年播映）中合作。本作的系列構成和編劇是筆安一幸，他因曾经担任其他角川集团旗下作品的改编动画的编剧，而得到了製作人早坂一將邀請。在訪問中提到他很喜歡由導演窪岡擔任人物設定的1992年電子遊戲《露娜 銀河之星》，將對方視為「傳奇人物」，因此在見面很緊張。負責概念藝術的内尾和正並非動畫業界人士，而是在廣告業领域工作的插画家，从业40余年，曾参与电影《最终幻想：灵魂深处》（2001年）的制作。由于魔女之旅的设定有很大的想象空间，製作人早坂一希望邀请有丰富想象力的人设计概念图，调查过程注意到内尾的“幻想风”作品并被其吸引，最终强烈邀請内尾加入製作團隊。

### 故事创作
原著小說原本由伊蕾娜和沙耶相識的〈魔法師之國〉開始，但由於這樣會讓從動畫首次接觸本作的觀眾對沙耶有太大的印象，因此编剧筆安一幸決定改以讲述伊蕾娜旅程的開始的章节為開首。后续则是按照时间顺序来描写伊蕾娜的旅行。除了伊蕾娜之外，並沒有每集都登場的固定角色；除了出於導演的強烈要求，在原著第1卷的〈旅程途中〉章节中出現的「肌肉男」在動畫所有集數均有登場。
故事的选取主要由导演窪岡、编剧筆安、制作人早坂以及原作者白石共同商议而决定，导演窪岡在提议改編為動畫的故事時，認為「旅行作品」的樂趣所在是在於得以跟在旅途中相識的人重逢，故希望作品帶有這種感覺，跟製作組不斷商討後得出結論。筆安与窪岡和早坂交流应改编原作的哪些故事后，最终认为只做“明快的故事”或者“阴暗的故事”，都无法体现《魔女之旅》的风格，因此，他们决定在这两种风格的故事中均衡选择。筆安还表示编写的关键在于如何不让作品变得过于阴暗。

### 画面设计
原作者白石定規表示，作品中的街景是中世纪风格，而居民及其服装则趋于近代。内尾為動畫繪畫了二十多張概念設計圖（概念設計、概念藝術是用來奠定作品視覺藝術風格的基準）。在工作流程上，内尾會先跟導演窪岡和製作人早坂開會，得知導演追求的形象後，以中世纪欧洲的风格为基础，根據導演給出的「高山上的城市」、「地中海沿岸風格城镇」等大方向的指示，再讓内尾自己從中自由發揮。他在繪製概念設計圖時，會因為這是個有魔女坐掃把在空中自由地飛來飛去的世界，而有「上空看不到的屏障，以防魔女不經城門進城」、「因為魔法師會飛，所以連屋頂都有路標」、「露台有可能會被當作玄關」等構想。另外，在設計伊蕾娜小時候的畫面背景時，最初是畫成有驚悚感的魔女氛圍，但在導演看過後，被要求畫成「第一眼看會不知道是魔女，而且有點富裕的感覺」，才得出現在的成品。由於《魔女之旅》是虛構作品，他在設計時硬是不太去拘泥於某種建築樣式、國家或時代設定。導演窪岡在發出指示時只要求「線畫為主，只淡淡地上色的草圖也沒有問題」，但給出的成品卻超乎他想像地好。製作人早坂指概念設計圖質素實在很好，讓製作組士氣大增。原作者白石亦表示内尾“将比我脑海中想象的还有美丽、壮观几十倍的世界描绘出来了”。
由于同类带有魔法元素的动画层出不穷，制作团队提前开始研发魔法特效以求创新，并专门聘请了魔法特效的负责人宝井俊介，但最终成果仍未让制作团队感到满意，第一集中芙兰家消失的场景，以及部分的魔法攻击场景是少数较符合制作组最初设想的场景之一。
本作有制作组独特设计的文字，作品中《妮可冒險記》的字體由負責道具設計的水村良男所設計，伊蕾娜日記的書寫字體則出自負責2D作品（2Dワークス）的杉本京子之手。為求自然，窪岡要求他們先練習個100次，讓他們習慣書寫這種字體。《妮可冒險記》上的文字是已經設計為字體的；而伊蕾娜手寫日記和每集標題的部份，每次都是由杉本所寫的。原作者白石定規在訪問中提到，為了能讓動畫給更廣的年齡層收看，故請求製作組「絕對不能露出內褲」；這是他對製作組唯一一個比較重大的要求。

### 角色设计与配音
笔安表示，他在编写剧本时注意不将伊蕾娜写成只是一个可爱的女孩，而是有点自我意识过剩，也有自信十足的一面；导演窪岡在刻画伊蕾娜的形象时，放在首位的是如何让观众对她产生共鸣。他认为在第一集中观众会对身为天才却也吃尽苦头的伊蕾娜产生共鸣，进而会带着守护的心情关注之后的故事，因此决定在第一集中让芙兰“狠狠折磨了一下伊蕾娜”。在编写沙耶的剧本时，笔安则是往开朗又活泼的方向编写，芙兰和席拉是突出给人一种表面上似乎很好相处但又看不透内在的感觉。此外笔安亦表示他尽量不把那些一看就明白的内容作为角色台词。原作者白石指出，动画受限于12集的篇幅，淡化了伊蕾娜性格中偏黑和见钱眼开的一面，例如省略了小说中伊蕾娜耍把戏的章节。
本作的主角伊蕾娜由本渡枫配音。本渡枫起初在原作在GA小说发售时，便在作品的PV（宣传视频）中担任了旁白，也在原作小说特装版附录的广播剧CD饰演伊蕾娜。本渡枫认为，广播剧CD有很多发生本篇幕间的喜剧风故事和互动，而动画则遵照原作来描写故事，因此也会描写伊蕾娜严肃的一面。她在为广播剧CD配音时，原以为已经了解伊蕾娜是个怎样的女生，但又感觉也认识到了自己尚不知道的伊蕾娜。做成动画之后，她才第一次了解到伊蕾娜在吃惊的时候的说话方式，在觉得讨厌的时候会做出的表情等，并在每次录音时都会不断积累新发现。本渡枫还认为，伊蕾娜是个“表情比我想象中还要符合年龄的女生”。由于伊蕾娜是作品中的唯一常驻角色，每次出演不同配角的声优们来到配音现场时，常会惊讶道「原来伊蕾娜总是这样子说话的吗？」等，本渡枫也直言自己经常在配音现场迎接饰演配角的声优们。
角色希拉由日笠阳子配音，日笠亦认为以原作为准的动画和主推喜剧风格的广播剧CD有很大不同，因此她对希拉的演绎也有了很大变化。另一名角色沙耶的声优是黑泽朋世，她表示因为动画中的沙耶也总是像广播剧CD那样情绪高涨，因此动画里的沙耶的演绎没有太大变化。制作人早坂表示，他认为沙耶这个角色让观众产生亲近感很重要，黑泽的演技也很符合沙耶。
角色芙兰的声优是花泽香菜，花泽认为芙兰有一种“独特的腔调”，因此在思考该以何种方式演绎她的时候感到很快乐。广播剧CD中，伊蕾娜和芙兰之间的关系已经非常亲密，但动画中将两人的关系追溯到刚相遇的时候。在配音现场，花泽也被要求“演绎这个时期的芙兰的时候，请保留一些神秘感。”，于是她在配音时也一直注意着这一点。

## 音乐
本作共使用了两首主题曲，包括一首片头曲和一首片尾曲。片头曲是上田麗奈的Literature。上田麗奈指出这首歌的主题是“相会和离别”，在创作时想要把伊蕾娜面对自己，将她内心的不安和跨越不安成长的样子写成歌曲。上田表示，虽然能体会到优等生伊蕾娜心中等身大的真心话，不过最后情绪会转变为以清爽的心情向前进，若确认了这一点便马上可以进行录音，而时间主要花费在了编曲上。虽说她有想过将少女成长时的严肃感融入歌曲中，但作为片头曲，主题在一定程度上应该是欢快明亮的感觉，所以她向许多人请教应选择哪一方向比较好。最后的结论是通过活用情绪的变化来进行编曲，以借用一位名为伊蕾娜的少女视角的方式来进行录音，融入各种各样的情绪进行起承转合，上田形容其“就好像是在编织故事一般”。歌词第一段的音调被调整成轻快而美妙的，表明了伊蕾娜作为优等生的身份，但从第二段歌词以后则没有像这样有目的地去进行调整，从而表现出她更加生动真实的一面。第二段歌词中“内心充盈的喜悦伴随着不安，即使是我也会拼尽全力成长，我是否可以成为主人公呢”（嬉）是上田最喜欢的歌词。
片尾曲是ChouCho的灰色史诗，歌名來自女主角的稱號「灰之魔女」。由於動畫製作組要求歌曲帶有一點不可思議的感覺，所以ChouCho從一開始就決定要用變節拍作曲。主角的性格有冷靜處事的部份，也有懷有少女心的部份，因此ChouCho在作曲時有意識着讓樂曲帶有在明朗和阴暗之間的神秘感覺。其中D段是樂曲中最明朗的部份，其歌詞「將順風和逆風都當作夥伴來前進吧」（追い風も向かい風も味方にして進もう）是歌詞中最正向的一句；D段並沒有在動畫中播出。
原声带《TV动画〈魔女之旅〉Original Sound Track》于2021年1月27日发行，包含41首曲目。
| DISC 1   | DISC 1             | DISC 1     | DISC 1                        | DISC 1 |
| 曲序     | 曲目               | 作曲       | 编曲                          | 时长   |
| -------- | ------------------ | ---------- | ----------------------------- | ------ |
| 1.       | 魔女之旅主题曲（） | AstroNoteS | - AstroNoteS - IKENOUE GAKUOU | 3:39   |
| 2.       | Impressive（）     | 关野元规   | - AstroNoteS - IKENOUE GAKUOU | 2:15   |
| 3.       | 为什么。。。（）   | 关野元规   | AstroNoteS                    | 1:35   |
| 4.       | 奇妙（）           | AstroNoteS | - AstroNoteS - IKENOUE GAKUOU | 1:34   |
| 5.       | 紧张（）           | 关野元规   | AstroNoteS                    | 1:40   |
| 6.       | 雅致的街道（）     |            | AstroNoteS                    | 1:50   |
| 7.       | 沙耶的理由（）     | 关野元规   | AstroNoteS                    | 2:15   |
| 8.       | 恋爱的萌芽（）     | 关野元规   | AstroNoteS                    | 1:12   |
| 9.       | 爱恨（）           | AstroNoteS | - AstroNoteS - IKENOUE GAKUOU | 3:04   |
| 10.      | 崭新的我（）       | AstroNoteS | AstroNoteS                    | 2:10   |
| 11.      | 魔法课程（）       |            | - AstroNoteS - IKENOUE GAKUOU | 3:30   |
| 12.      | 伊蕾娜的忧郁（）   |            | AstroNoteS                    | 1:24   |
| 13.      | 母性（）           | AstroNoteS | AstroNoteS                    | 1:59   |
| 14.      | 相似的伙伴（）     |            | AstroNoteS                    | 2:20   |
| 15.      | 衰亡（）           | 关野元规   | AstroNoteS                    | 1:54   |
| 16.      | 违和感（）         | AstroNoteS | AstroNoteS                    | 2:17   |
| 17.      | 疑念（）           | 关野元规   | AstroNoteS                    | 1:48   |
| 18.      | 谜（）             | 关野元规   | AstroNoteS                    | 2:16   |
| 19.      | 幸福的记忆（）     |            | - AstroNoteS - IKENOUE GAKUOU | 2:27   |
| 20.      | 童话故事（）       | AstroNoteS | AstroNoteS                    | 1:45   |
| 总时长： | 总时长：           | 总时长：   | 总时长：                      | 42:54  |

| DISC 2   | DISC 2                                   | DISC 2   | DISC 2     | DISC 2                        | DISC 2 |
| 曲序     | 曲目                                     |          | 作曲       | 编曲                          | 时长   |
| -------- | ---------------------------------------- | -------- | ---------- | ----------------------------- | ------ |
| 1.       | 异变（）                                 |          | AstroNoteS | AstroNoteS                    | 2:22   |
| 2.       | 发动（）                                 |          |            | - AstroNoteS - IKENOUE GAKUOU | 1:34   |
| 3.       | 作战开始（）                             |          |            | - AstroNoteS - IKENOUE GAKUOU | 2:08   |
| 4.       | 黑暗中飘荡的残酷信号（）                 |          | AstroNoteS | - AstroNoteS - IKENOUE GAKUOU | 2:19   |
| 5.       | 美丽的街道（）                           |          |            | AstroNoteS                    | 2:45   |
| 6.       | 非常热闹（）                             |          |            | AstroNoteS                    | 2:10   |
| 7.       | 魔女的记忆（）                           |          |            | AstroNoteS                    | 2:22   |
| 8.       | 机灵的伊蕾娜（）                         |          |            | AstroNoteS                    | 2:19   |
| 9.       | 自立之时（）                             |          | AstroNoteS | AstroNoteS                    | 2:16   |
| 10.      | 智慧的举止（）                           |          | 关野元规   | AstroNoteS                    | 1:34   |
| 11.      | 沙耶的主题曲（）                         |          | 关野元规   | AstroNoteS                    | 2:20   |
| 12.      | 汗ジト（）                               |          |            | AstroNoteS                    | 3:17   |
| 13.      | 伊蕾娜的不满（）                         |          | 关野元规   | AstroNoteS                    | 1:48   |
| 14.      | 飞行之旅（）                             |          | AstroNoteS | - AstroNoteS - IKENOUE GAKUOU | 2:53   |
| 15.      | 追逐（）                                 |          | 关野元规   | - AstroNoteS - IKENOUE GAKUOU | 2:17   |
| 16.      | 不快（）                                 |          | 关野元规   | AstroNoteS                    | 1:50   |
| 17.      | 焦躁（）                                 |          | 关野元规   | AstroNoteS                    | 2:11   |
| 18.      | 考虑（おもいやり）                       |          |            | - AstroNoteS - IKENOUE GAKUOU | 2:34   |
| 19.      | 满足感（満足感）                         |          | AstroNoteS | AstroNoteS                    | 2:13   |
| 20.      | Literature (Anime Size)（ (Anime Size)） | RIRIKO   | RIRIKO     | 伊藤贤                        | 1:32   |
| 21.      | 灰色史诗 (Anime Size)（ (Anime Size)）   | ChouCho  | ChouCho    | 村山☆潤                       | 1:30   |
| 总时长： | 总时长：                                 | 总时长： | 总时长：   | 总时长：                      | 46:14  |

## 播映

### 宣傳、消息公佈
2019年10月19日，《魔女之旅》將獲改編為電視動畫的消息在YouTube、Niconico直播和Periscope直播的「GANGAN GA頻道特集『GA FES 2019』跨媒體大發表會！直播」中公布，同時公開主要聲優和製作人員陣容，並釋出先导預告片，以及第1張前導插畫。同節目中亦宣布了輕小說《持續狩獵史萊姆三百年，不知不覺就練到LV MAX》動畫化的消息，其插畫師紅緒為此繪畫了一幅有兩部作品主角的插畫。
其後官方於翌年3月6日、4月3日、5月1日、6月5日、7月3日和8月7日公開第2至7張預告插畫。其中在7月3日，亦公開了第2條預告片、「席拉」一角的聲優，以及宣布動畫將於同年10月首播。9月4日，公布第3條預告片和主視覺圖，並宣布首播日期為10月2日。

### 播出与发行
该作从2020年10月2日晚上9点在日本國內電視台AT-X首播，当晚晚些时候在東京都會電視台、京都放送、SUN電視台、日本BS放送和愛知電視台播出。本作共12集，最终一集于12月18日播出。日本網絡播放平台有Niconico動畫、TVer、GYAO!、U-NEXT、FOD、TSUTAYA DISCAS、Hulu、music.jp、DOCOMO动画商城、Netflix和亞馬遜Prime。
木棉花已在东南亚和南亚地区获得授权，并在Muse Asia的YouTube频道上播放该作。木棉花香港的YouTube频道也播放了该作。在台湾，除了木棉花官方YouTube频道外，也在中華電信MOD、中嘉bb寬頻、巴哈姆特動畫瘋、愛奇藝、MyVideo、Hami Video、遠傳friDay影音、LiTV 線上影視、KKTV、LINE TV等平台播放。在中国大陆，则由bilibili和腾讯视频进行网络播放。Funimation在其网站上向北美和不列颠群岛播放该作，AnimeLab在澳大利亚和新西兰同步播放，Wakanim在欧洲部分地区播放本作。
KADOKAWA将本作的蓝光光碟（BD）和DVD分成两卷，每卷收录6集，分别于2021年1月27日和2月24日在日本发行。据Oricon公信榜的统计，第一卷蓝光发行当周售出3,635份，登上每周动画蓝光销量排行榜第7位，每周蓝光销量排行榜第12位，第一卷DVD则在发行当周登上每周动画DVD销量排行榜第8位；第二卷蓝光发行当周售出3,608份，登上每周动画蓝光销量排行榜第10位，每周蓝光销量排行榜第12位，第二卷DVD则在发行当周登上每周动画DVD销量排行榜第11位。

## 反响
在动画播出一年前，应用程序黑客人偶根据2018年1月1日至2019年1月31日在观看列表中输入的作品名和输入次数统计，将《魔女之旅》列为“2019年动画化期待度很高的7部作品”的第四位。播出几天前，在d动画商城举行的2020年秋季动画人气投票中，《魔女之旅》以2,761票位居第九。动画播出时，Anime！Anime！（アニメ！アニメ！）于10月31日至11月7日举行的“2020年秋季动画，‘现在’最推荐的作品是？”调查中，《魔女之旅》位列第八位，而在只统计男性票的情况下则排名第二。在当年11月Anime！Anime！举行的“2020年秋季动画中，一见钟情的角色是？”调查中，《魔女之旅》的主角伊蕾娜位居第二，以细微的得票差仅次于《咒术回战》的钉崎野蔷薇。
动画播映结束后，ABEMA发表了2020年10月新作动画的“累计视听数部门”和“评论数部门”的最终排行榜，《魔女之旅》两项均位列第五。《魔女之旅》还以23,740票夺得动画网站Anime Trending票选的2020年秋季动画奖第一位。動畫完結時在中国大陆视频网站bilibili的評分為9.6分（總分10分），播放量超過三千萬。
在bilibili票选的2020年度动画中，《魔女之旅》以130,543票位居第六；在该网站根据全站用户视频数据分析得出的“2020年度热门日本新作”榜单中，《魔女之旅》位列第十；主角伊蕾娜则以88,132票获得年度动画角色第四位，这一结果使3DMGAME评价本作为“一匹令人惊喜的黑马”。在2022年东京动画奖的“大家选出的BEST100”阶段中，《魔女之旅》在446部作品中位列第43位，获得了评选最终的“作品赏”的资格（电视动画前80位获得资格），但最终并未获奖。在动画网站Anime Trending票选的第七届Anime Trending Awards上，《魔女之旅》获得年度动画第三名，并同时获得年度风景与视觉效果、年度奇幻动画、年度冒险动画三项奖项，主角伊蕾娜获得年度女角色第二位。

## 评价
在动画播出前，动画新闻网的尼古拉斯·杜普雷（Nicholas Dupree）将《魔女之旅》列为他最期待的2020年秋季动画；同网站的丽贝卡·西尔弗曼（Rebecca Silverman）在观看预告片后认为本作是《奇诺之旅》和《小王子》的融合；另一名评论家埃米·麦克纳尔蒂（Amy McNulty）写道预告片丰富的奇幻世界视觉效果吸引了他，他认为作品的背景艺术设计是“令人惊叹”、“色彩鲜艳的”，剧情则是“舒适的生活片段”，虽然预告片中暗示了作品存在催人泪下的片段，但他仍想感受让自身消失在一个幸福的、童话般的世界中的“温暖的舒适感”。評論員阿弗在《遊戲日報》摘文表示《魔女之旅》是「很令人意外的作品」，他對作品的第一印象是迎合動漫粉絲的動畫，實際體驗後才發現是劇情是「治愈和致鬱的結合」。
与原作采用的連作短篇集的写法类似，动画的每一集均为一个独立的故事单元。《遊戲日報》的阿弗认为作品每一話都有「引人深思」的爭議點，是具有現實意義的作品。4Gamer编辑部的maru写道本作的每一集都给人以对这部作品完全不同的印象，是一部拥有“不可思议魅力”的作品
动画的部分集数也被评论家所讨论。4Gamer编辑部的maru特别介绍了给他留下深刻印象的第1集和第9集。第1集中的战斗场景得到了诸多评论家的正面评价，动画新闻网的杜普雷稱這是他“多年来观看魔法战斗的最有趣的部分”，另一位评论家西伦·马丁也认为该场景让人印象深刻，4Gamer的maru亦写道该集中魔法动作描繪精心，巴哈姆特的特約編輯Yoru称魔法戰鬥“可說是意外的紮實用心”。
作品中突然向黑暗风格转变的集数也引发了争议和批评。CBR的乔纳森·格里诺尔称《魔女之旅》是一部极具争议的动画。他指出，动画的前几集展现了可爱的角色和多彩的风景，但剧集后来转向黑暗。尤其当第三集播出时，观众得到的暗示是的世界并不像看起来那么迷人，伊蕾娜遇到了一个沮丧且遭虐待的奴隶和一个变成植物的人，但令大多数观众惊讶的是，伊莱娜并没有帮助这些人，而是不顾他们的命运直接离开了。动画新闻网的杜普雷评论也评论该集称，“从某种意义上说，看到我们的女主人公在不公正和痛苦面前再次飞走，这真是一团糟”。第9集中黑暗的场面更是让许多观众感到困惑和不安。格里诺尔写道，《魔女之旅》毫无征兆地从一个流派跳到另一个流派，剧集从“愚蠢”到“黑暗”，然后逐渐变成彻头彻尾的“恐怖”，他认为前几集“在黑暗中传达了潜在的信息”，但批评第九集“为了震惊而震惊”。他认为这种突然的转变使该剧显得“很分散而无颠覆性”，没能给观众带来精彩和创新的作品。而同一网站的另一名评论家Xianwei Wu则认为这种基调的转变不一定是件坏事，他表示与《少女终末旅行》和《虫师》等同类旅行作品相比，《魔女之旅》将题材混搭发挥到了极致；他猜测这种类型变化的目的可能只是为了传达一种现实感，使观众能够体验到与剧中人物相同的震惊。Xianwei Wu还认为《魔女之旅》反映了旅行类作品的忧郁本质，即主角只是路人，因此不能也不应以任何根本方式改变世界，《魔女之旅》混合类型的方法与其剧集结构没有很大的不同。动画新闻网的杜普雷严厉批评了作品的叙事结构，他表示《魔女之旅》“一直设法违背我的期望”，“当我认为这将是一个充满活力的冒险系列时，它会出现关于道德相对主义的可疑寓言。当我开始习惯于此时，它却在我脚下倾倒一桶喜剧废话。”，在观看完最后一集后，杜普雷对本作感到失望：“《魔女之旅》这一（动画）系列有值得注意的亮点，也有老实说很拙劣的低点，但我对它的持久印象可能会被它平庸的中间集数，以及作为独立单元剧却令人惊讶地缺乏多样性所定义。”
本作常被与《奇诺之旅》相提并论。动画新闻网的西伦·马丁（Theron Martin）认为故事的基础情节与《奇诺之旅》类似，即主角四处旅行，遇到不同的人和地方，并在离开时记录下所见所闻。CBR的华裔评论家Xianwei Wu持类似观点，称两部作品都发生在一个广阔且未知的世界，有着不同的文化和习俗。两部作品主角都是旅行者，更多地作为事件的旁观者，而非积极参与者。Xianwei Wu也指出《奇诺之旅》比本作更加黑暗。OtakuKart的希曼苏·巴德瓦杰（Himanshu Bhardwaj）将《魔女之旅》推荐给了《奇诺之旅》、《紫罗兰永恒花园》和《魔女宅急便》的爱好者。
动画前期集数的艺术设计得到了评论家的赞扬，动画新闻网的丽贝卡·西尔弗曼称其为一场视觉盛宴，称赞其背景栩栩如生，凯特琳·穆尔（Caitlin Moore）认为背景十分“华丽”，金·莫里西称第一集“充满了大量的魅力和可爱的细节”。尼古拉斯·杜普雷评价第一集时称“伊蕾娜的世界以充满爱意的细节呈现”，在评价第三集时仍表示作品“精彩艺术设计和背景仍然一如既往地华丽”。Anime Feminist的梅鲁·克莱维斯在看完第一集后也认为艺术设计恰到好处，甚至表示《魔女之旅》的可爱程度无法用言语表达，“一切感觉都应该放在一本精美的艺术书中”。
动画的主题曲（片头曲Literature和片尾曲灰色史诗）也得到了评价家的正面评价。动画新闻网的杜普雷写道，他很庆幸即使是黑暗的故事也被配以精彩的片头和片尾曲，他表示他很喜欢“阴郁而充满幻想”的片头曲《Literature》，以及开场动画中美丽的风景和城镇。在第3集结束后，他内心感到不安时响起灰色史诗令人愉快的声音也让他很高兴。

## 註解
1. ↑  直播節目的原文名稱為。

## 外部連結
- 官方网站（日語）